# Naturschutzgebiet Rothaarkamm und Wiesentäler
Koordinaten: 50° 58′ 17″ N, 8° 8′ 42″ O

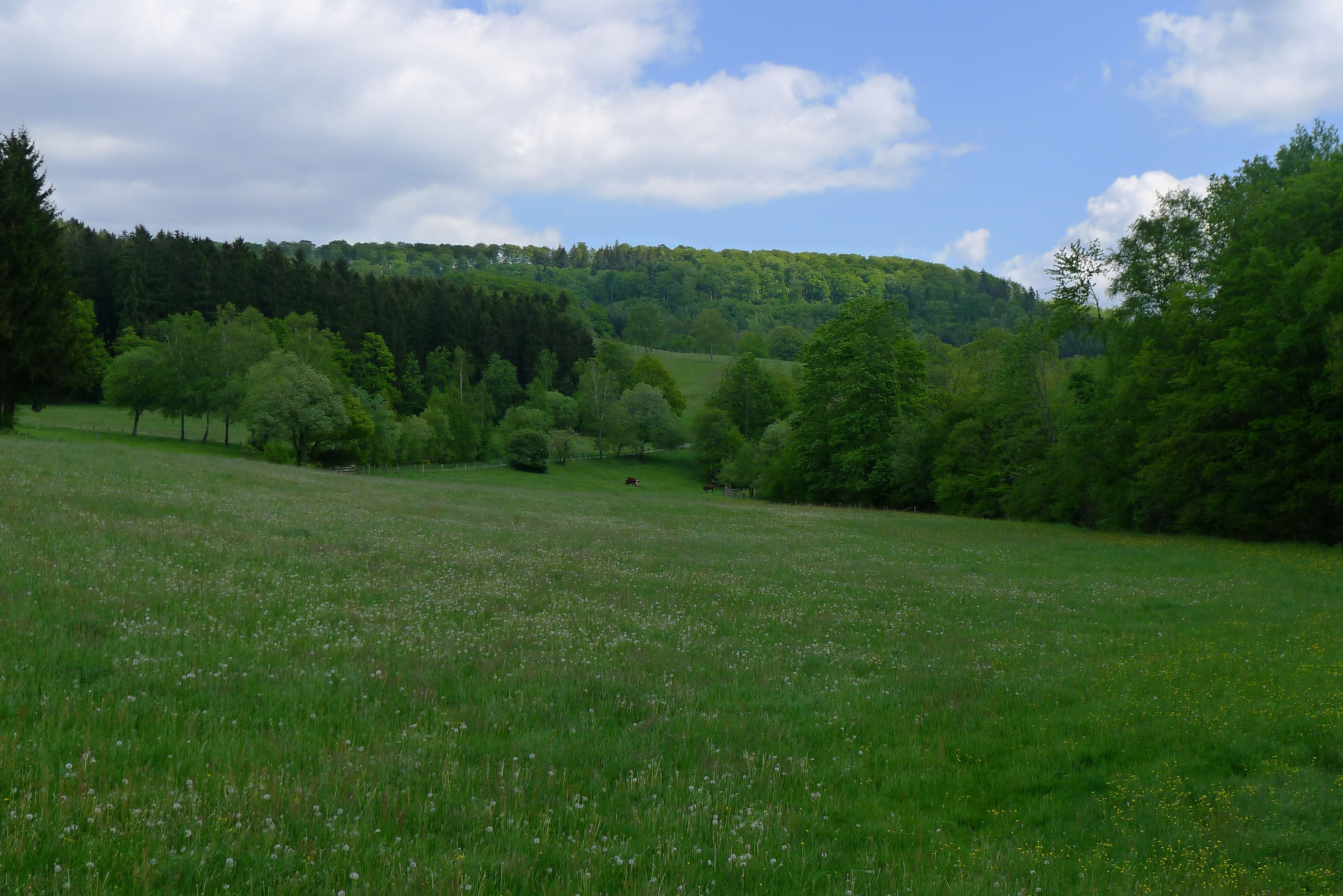
Naturschutzgebiet Rothaarkamm und Wiesentäler (Mai 2015)

Das Naturschutzgebiet (NSG) Rothaarkamm und Wiesentäler im Kreis Siegen-Wittgenstein hat eine Gesamtfläche von 1.176 Hektar. Es wurde 1930 bzw. eine weitere Teilfläche 2004 eingerichtet und hat die CDDA-Nr. 329599 (SI-090) im Hilchenbacher Teil sowie 555560747 (SI-127) im jüngeren Erndtebrücker Teil.

## Lage
Das NSG Rothaarkamm und Wiesentäler unterteilt sich in zwei Teilflächen: Die Hauptfläche ist 892,36 Hektar (ha) groß und deckt etwa die Fläche des oberen Edertals wenig unterhalb der Ederquelle zwischen der Abzweigung Dreifichtenweg und Altenteich ab, wobei auch einige umliegende Bergrücken, wie der Kühlberg und Teile der Obersten Henn im Naturschutzgebiet liegen. Außerdem zählen das Wehbachtal, die Ginsberger Heide nahe dem Giller, sowie mehrere Kuppen im Bereich der Ginsburg und nahe der Bundesstraße 508 (B508), sowie das obere Wälderbachtal zum NSG.
2004 wurde das zusätzliche Teilgebiet NSG Rothaarkamm und Wiesentäler LP Erndtebrück ausgewiesen. Dieses umfasst auf einer Fläche von 287,06 ha neben dem Nordosten des Henngipfels einen Großteil des Benfetals und die Täler ihrer Zuflüsse.
Das Gebiet lässt sich mit dem Auto über die B62, die B508, die L720 und die L722, die Eisenstraße des Rothaargebirges erreichen. Fußläufig ist es durch den Rothaarsteig und diverse Wirtschaftswege erschlossen.

## Schutzzweck
Das Naturschutzgebiet soll bedeutende Lebensräume eines Waldkomplexes mit naturnahen Wiesentälern erhalten. Vor allem die bodensauren Buchenwälder, Moorwälder, einem Schluchtwald, Quellen, Hochstauden- sowie Waldsäumen, Niedermoorwiesen und Magerweiden werden als wertvolle Biotope genannt. Des Weiteren kommen zahlreiche bedrohte Tierarten hinzu wie die Zwergfledermaus, Braunes Langohr, Geburtshelferkröte, Haselmaus, Bachneunauge und Groppe.